# Campionati europei di tuffi 2015 - Piattaforma 10 metri maschile
La gara dei tuffi dalla piattaforma 10 metri maschile dei campionati europei di tuffi 2015 si è svolta presso la  Piscina Nettuno di Rostock in Germania e vi hanno preso parte 17 atleti.

## Medaglie
| Posizione | Atleti          | Paese       |
| --------- | --------------- | ----------- |
| Oro       | Martin Wolfram  | Germania    |
| Argento   | Victor Minibaev | Russia      |
| Bronzo    | Vadim Kaptur    | Bielorussia |

## Risultati
| Pos.    | Atleti                   | Nazionalità   | Qualificazioni | Qualificazioni | Finale | Finale |
| Pos.    | Atleti                   | Nazionalità   | Punti          | Pos.           | Punti  | Pos.   |
| ------- | ------------------------ | ------------- | -------------- | -------------- | ------ | ------ |
| Oro     | Martin Wolfram           | Germania      | 483.80         | 1              | 575.30 | 1      |
| Argento | Viktor Minibaev          | Russia        | 471.20         | 2              | 541.70 | 2      |
| Bronzo  | Vadzim Kaptur            | Bielorussia   | 463.40         | 3              | 491.55 | 3      |
| 4       | Benjamin Auffret         | Francia       | 416.95         | 6              | 478.20 | 4      |
| 5       | Maksym Dolhov            | Ucraina       | 441.15         | 5              | 454.85 | 5      |
| 6       | Sergej Nazin             | Russia        | 447.30         | 4              | 450.80 | 6      |
| 7       | Matthew Lee              | Gran Bretagna | 409.80         | 7              | 443.65 | 7      |
| 8       | Jesper Tolvers           | Svezia        | 388.85         | 10             | 421.90 | 8      |
| 9       | Francesco Dell'Uomo      | Italia        | 397.15         | 8              | 418.05 | 9      |
| 10      | Maicol Verzotto          | Italia        | 371.05         | 11             | 394.20 | 10     |
| 11      | Lev Sargsyan             | Armenia       | 330.20         | 12             | 393.20 | 11     |
| 12      | Dominik Stein            | Germania      | 391.90         | 9              | 392.75 | 12     |
| 16.5    | H09.5                    |               |                |                |        |        |
| 13      | Daniel Janson            | Norvegia      | 328.85         | 13             |        |        |
| 14      | Matthew Dixon            | Gran Bretagna | 315.30         | 14             |        |        |
| 15      | Loïs Szymczak            | Francia       | 315.00         | 15             |        |        |
| 16      | Vladimir Harutunyan      | Armenia       | 307.70         | 16             |        |        |
| 17      | Catalin Constantin Cozma | Romania       | 288.95         | 17             |        |        |